# 尤金·杰曼
尤金·安东尼·杰曼（1997年12月2日—）為美國男子籃球運動員，現效力於中国男子篮球职业联赛北京首钢。
2022年5月，杰曼宣布與中国男子篮球职业联赛青岛国信海天簽下一年合約。2022年10月，青岛国信海天宣布完成註冊杰曼。2023年9月，杰曼轉戰福建浔兴。2024年4月，杰曼重返梅克澤芬迪。2024年8月，杰曼宣布與北京首钢完成簽約。2024年10月，杰曼加入北京首钢。

## 外部連結
- 尤金·杰曼在fiba.basketball（英语）
- 尤金·杰曼在TBLStat.net（英语）
- 尤金·杰曼在中国男子篮球职业联赛官網
- 尤金·杰曼在Basketball-Reference.com（國際）（英语）
- 尤金·杰曼在Sports-Reference.com（NCAA）（英语）
- 尤金·杰曼在Eurobasket.com（球員）（英语）
- 尤金·杰曼在Proballers（英语）
- 尤金·杰曼在RealGM（英语）
- 尤金·杰曼在中国篮球数据库
- 尤金·杰曼在Flashscore（英语）